# .aero
.aero（ドット エアロ）はスポンサー付きトップレベルドメイン（sTLD）の一つ。このドメインは最初の、一つの産業のためのトップレベルドメインで、航空関連企業のために予約されている。このドメインは2002年に作られ、SITA（=国際航空通信共同体）によって運営されている。また、SITAに設立・運営されているDot Aero Councilで、.aeroの方針が策定されている。
.aeroドメインは、航空関連産業に関連する、会社、組織、協会、政府機関、個人のために予約されている。
現在、.aero下の2文字コード（2レターコード）は航空会社コードに基づいて、航空会社のために予約され、3文字コード（3レターコード）は空港コードに基づいて、空港のために予約されている。国際航空通信共同体自体の2レターコードはXS。
登録は、公認レジストラを通して行われる。
.aeroドメインは、TLDの新しい概念の実証のために5年間の期限付で承認されたドメインで、2006年12月17日にその期限を迎えた。SITAはこの承認の期限延長を申請した。今のところ、その再承認は未決である。